# Calophyllum multitudinis
Calophyllum multitudinis är en tvåhjärtbladig växtart som beskrevs av P. F. Stevens. Calophyllum multitudinis ingår i släktet Calophyllum och familjen Calophyllaceae. Inga underarter finns listade i Catalogue of Life.